# 屈折率分布型レンズ
屈折率分布型レンズは、イオン交換等により屈折率を半径方向に変化させ焦点を形成させた円筒形のレンズである。単独で光ファイバーの接続に用いるほか、光学系を小さく設計できる利点や、端面が平滑であることを利用して極細のレンズをアレイ状に並べ撮像デバイスの結像レンズとして用いられる。

## 概要
1964年に西澤潤一、佐々木市右衛門が発明した自己集束型光ファイバーのアイデアを、1969年、ガラス内のイオン交換により日本板硝子と日本電気によって実用化にこぎつけた。光が一定の距離をおいて再び一点に交わる性質から光路の違いによる波形の崩れが起きず高速通信に向くとされたが、単一の偏波モードのみを通すシングルモード光ファイバーがその良好な伝送特性から重用されるようになり、自己収束型光ファイバーは長距離・高速通信分野から外れるようになった。その一方で屈折率分布を自由にデザインできることが注目され、屈折率変化ガラスをマイクロレンズやレンズアレイ等の光学部品にする道を切り開いた。特にコンタクトイメージセンサー向けレンズアレイにはアレイ単体で正立実像を得られる特徴があり、光学系の小型化に貢献している。
日本板硝子が「セルフォック」 (SELFOC) の商標を登録し、マイクロレンズやレンズアレイの他、各種光学部品を製品化している。